# Komisja Środowiska (Senat)
Komisja Środowiska wchodzi w skład stałych komisji senackich. W VI kadencji Senatu połączona z Komisją Rolnictwa i Rozwoju Wsi w Komisję Rolnictwa i Ochrony Środowiska. Powróciła w Senacie VII kadencji. Przedmiotem działania komisji są ochrona i kształtowanie środowiska, ochrona zasobów naturalnych, gospodarka wodna, geologia, leśnictwo i gospodarka leśna, łowiectwo, edukacja ekologiczna, gospodarka finansowa państwa w zakresie ochrony środowiska, atomistyka i ochrona radiologiczna, współpraca z zagranicą w zakresie ekologii. Do końca V kadencji działała jako Komisja Ochrony Środowiska.

## Prezydium komisji wSenacie X kadencji
- Zdzisław Pupa (PiS) – przewodniczący,
- Alicja Chybicka (KO) – zastępca przewodniczącego,
- Józef Łyczak (PiS) – zastępca przewodniczącego,
- Jadwiga Rotnicka (KO) – zastępca przewodniczącego[1].

## Prezydium komisji wSenacie IX kadencji
- Zdzisław Pupa (PiS) – przewodniczący,
- Jadwiga Rotnicka (PO-KO) – zastępca przewodniczącego,
- Alicja Zając (PiS) – zastępca przewodniczącego[2].

## Prezydium komisji wSenacie VIII kadencji
- Jadwiga Rotnicka (PO) – przewodniczący,
- Stanisław Gorczyca (PO) – zastępca przewodniczącego,
- Alicja Zając (PiS) – zastępca przewodniczącego[3].

## Prezydium komisji wSenacie VII kadencji
- Zdzisław Pupa (PiS) – przewodniczący,
- Michał Wojtczak (PO) – zastępca przewodniczącego[4].

## Prezydium komisji wSenacie V kadencji
- January Bień (SLD-UP) – przewodniczący (od 30.09.2004; do tego momentu zastępca przewodniczącego),
- Apolonia Klepacz (SLD-UP) – zastępca przewodniczącego,
- Adam Graczyński (SLD-UP) – przewodniczący (do 26.08.2004)[5].

## Prezydium komisji wSenacie IV kadencji
- Franciszek Bachleda-Księdzularz (AWS) – przewodniczący,
- Janusz Okrzesik (UW) – zastępca przewodniczącego[6].

## Prezydium komisji wSenacie III kadencji
- Ryszard Ochwat (PSL) – przewodniczący,
- Ireneusz Michaś (SLD) – zastępca przewodniczącego,
- Mieczysław Włodyka (PSL) – zastępca przewodniczącego[7].

## Prezydium komisji wSenacie II kadencji
- Jerzy Madej (niez.) – przewodniczący,
- Tadeusz Brzozowski (PL) – zastępca przewodniczącego[8].

## Prezydium komisji wSenacie I kadencji
- August Chełkowski (KO-„S”) – przewodniczący[9].